# Аран (Агджабединский район)
Аран (азерб. Aran; в 1935—1999 годах — Куйбышев) — село в Аранском административно-территориальном округе Агджабединского района Азербайджана.

## Этимология
Село основано с названием Карадолак. Название происходит от названия одного из ветвей племени кенгерли.
В 1935 году село переименовано в Куйбышев в честь революционера и партийного деятеля Валериана Владимировича Куйбышева (1888—1935).
5 октября 1999 года решением президента Азербайджана Гейдара Алиева название села переименовано в Аран. Название происходит от местности, на которой расположено село.

## История
Село Карадолаг в 1913 году согласно административно-территориальному делению Елизаветпольской губернии относилось к Карадолагскому сельскому обществу Шушинского уезда.
В 1926 году согласно административно-территориальному делению Азербайджанской ССР село относилось к дайре Агджабеды Агдамского уезда.
После реформы административного деления и упразднения уездов в 1929 году был образован Куйбышевский сельсовет в Агджабединском районе Азербайджанской ССР.
Согласно административному делению 1961 и 1977 года село Куйбышев входило в Куйбышевский сельсовет Агджабединского района Азербайджанской ССР.
5 октября 1999 года Куйбышевский административно-территориальный округ был ликвидирован (позже восстановлен как Аранский).
В 1999 году в Азербайджане была проведена административная реформа и внутри Еникарадолакского административно-территориального округа был учрежден Аранский муниципалитет Агджабединского района.

## География
Аран расположен на берегу канала имени Орджоникидзе.
Село находится в 20 км от райцентра и в 278 км от Баку. Ближайшая железнодорожная станция — Агдам (действующая — Халадж).
Село находится на высоте 53 метров над уровнем моря.

## Население
| Численность населения | Численность населения | Численность населения | Численность населения |
| 1981                  | 1984                  | 1999                  | 2009                  |
| --------------------- | --------------------- | --------------------- | --------------------- |
| 1233                  | ↗1600                 | ↗1991                 | ↗2012                 |

Население преимущественно занимается виноградарством.

## Климат
| Показатель                                                                               | Янв. | Фев. | Март | Апр. | Май  | Июнь | Июль | Авг. | Сен. | Окт. | Нояб. | Дек. | Год  |
| ---------------------------------------------------------------------------------------- | ---- | ---- | ---- | ---- | ---- | ---- | ---- | ---- | ---- | ---- | ----- | ---- | ---- |
| Средний суточный максимум, °C                                                            | 6,0  | 7,2  | 10,6 | 18,2 | 23,0 | 28,0 | 30,9 | 31,1 | 25,9 | 21,1 | 13,7  | 8,4  | 19,1 |
| Средняя температура, °C                                                                  | 2,6  | 3,4  | 6,4  | 13,0 | 17,7 | 22,5 | 25,2 | 24,9 | 20,8 | 16,3 | 9,7   | 4,6  | 13,9 |
| Средний суточный минимум, °C                                                             | −1,4 | −0,4 | 2,2  | 7,8  | 12,4 | 17,1 | 19,6 | 18,7 | 15,7 | 11,6 | 5,8   | 0,8  | 9,2  |
| Норма осадков, мм                                                                        | 24   | 27   | 32   | 46   | 49   | 35   | 13   | 17   | 23   | 41   | 28    | 40   | 375  |
| Источник: https://en.climate-data.org/asia/azerbaijan/agcab%C9%99di-rayonu/aran-1055006/ |      |      |      |      |      |      |      |      |      |      |       |      |      |

Среднегодовая температура воздуха в селе составляет +13,9 °C. В селе полупустынный климат.

## Инфраструктура
В советское время в селе располагались винодельческий завод, виноградарский совхоз, средняя школа, пункт связи, кинотеатр, больница.
В селе расположены почтовое отделение, 3 школы — полная средняя, средняя и начальная, 3 детских сада, дом культуры, больница, 2 библиотеки.